# Смештајни центар Онџупинар
Смештајни центар Онџупинар је био избеглички камп за избеглице које су бежале од сиријског грађанског рата, који се налазио у селу Онџупинар у Килису, у Турској, близу сиријске границе. Камп је отворен 2012. године, а затворен 2019. године. Од фебруара 2014. године, у њему је било смештено 14.000 људи.
Камп је имао површину од 315 хиљада квадратних метара. Камп се састојао од 2.053 контејнера, повезаних стазама од цигле. Укупно 63 учионица у неколико школа, вртића и дечија игралишта служило је 2.000 школске деце у кампу. Унутра се налази пољска болница са 50 кревета, три џамије које могу да приме хиљаду људи, једна пијаца и шест друштвених објеката. Поред тога, сиријским избеглицама се у кампу пружају курсеви ткања тепиха и ћилима, рукотворина, фризерског салона, рачунарства и турског језика. Кампом је у потпуности управљао Турски председнички комитет за управљање катастрофама и ванредним ситуацијама.
Килис је био један од шест „контејнерских кампова“ које је отворила Турска, са циљем да понуди виши квалитет живота од традиционалних шаторских кампова.
Свака избегличка породица је добијала укупно 43 долара по особи месечно путем система „картица за храну“, које су се могле потрошити у разним продавницама које раде у кампу.
Камп је затворен 2019. године, а преостале избеглице су требале бити послате у други камп у округу Елбејли.